# Dorfkirche Höckendorf (Klingenberg)

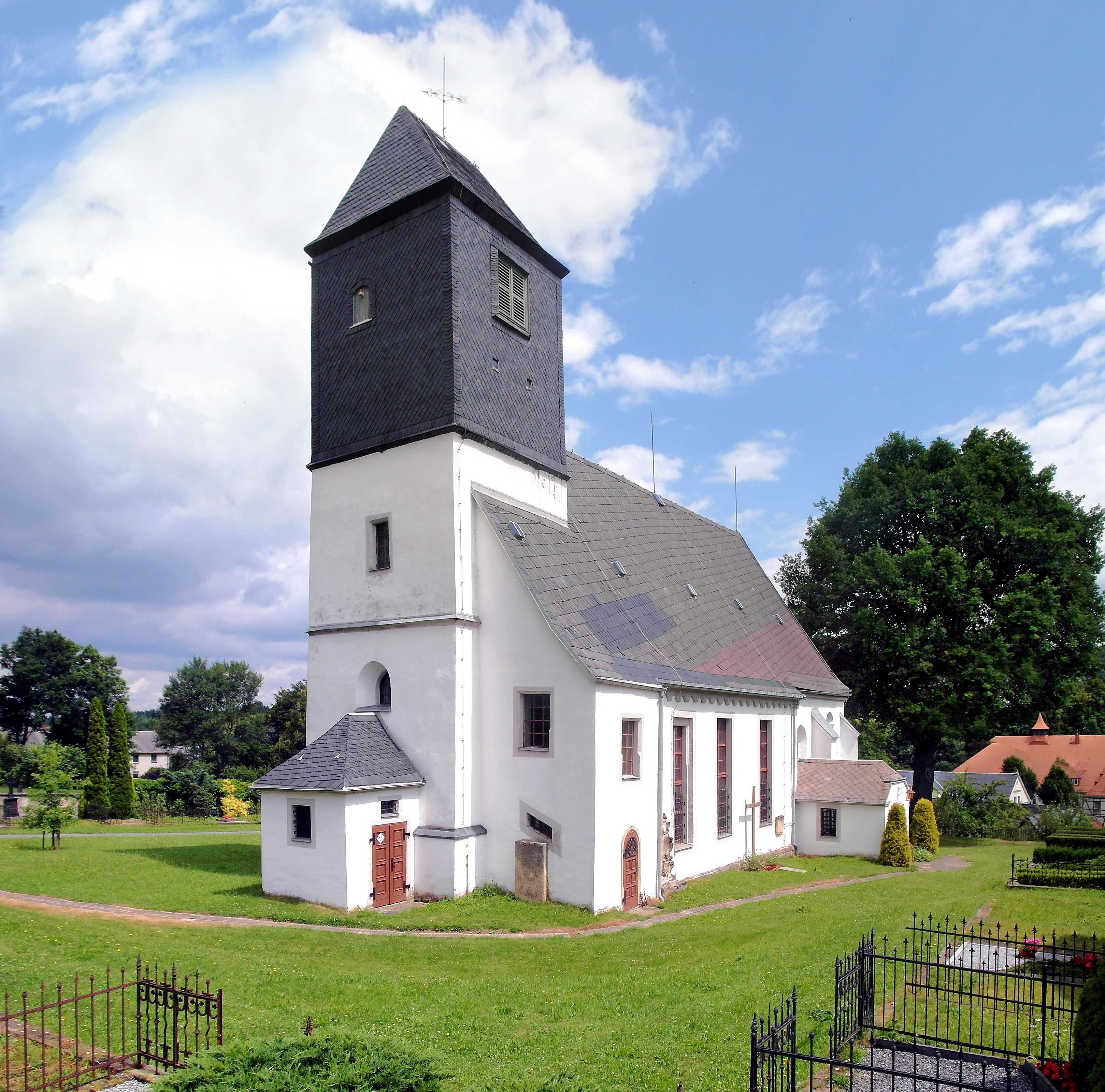
Dorfkirche Höckendorf (Klingenberg)

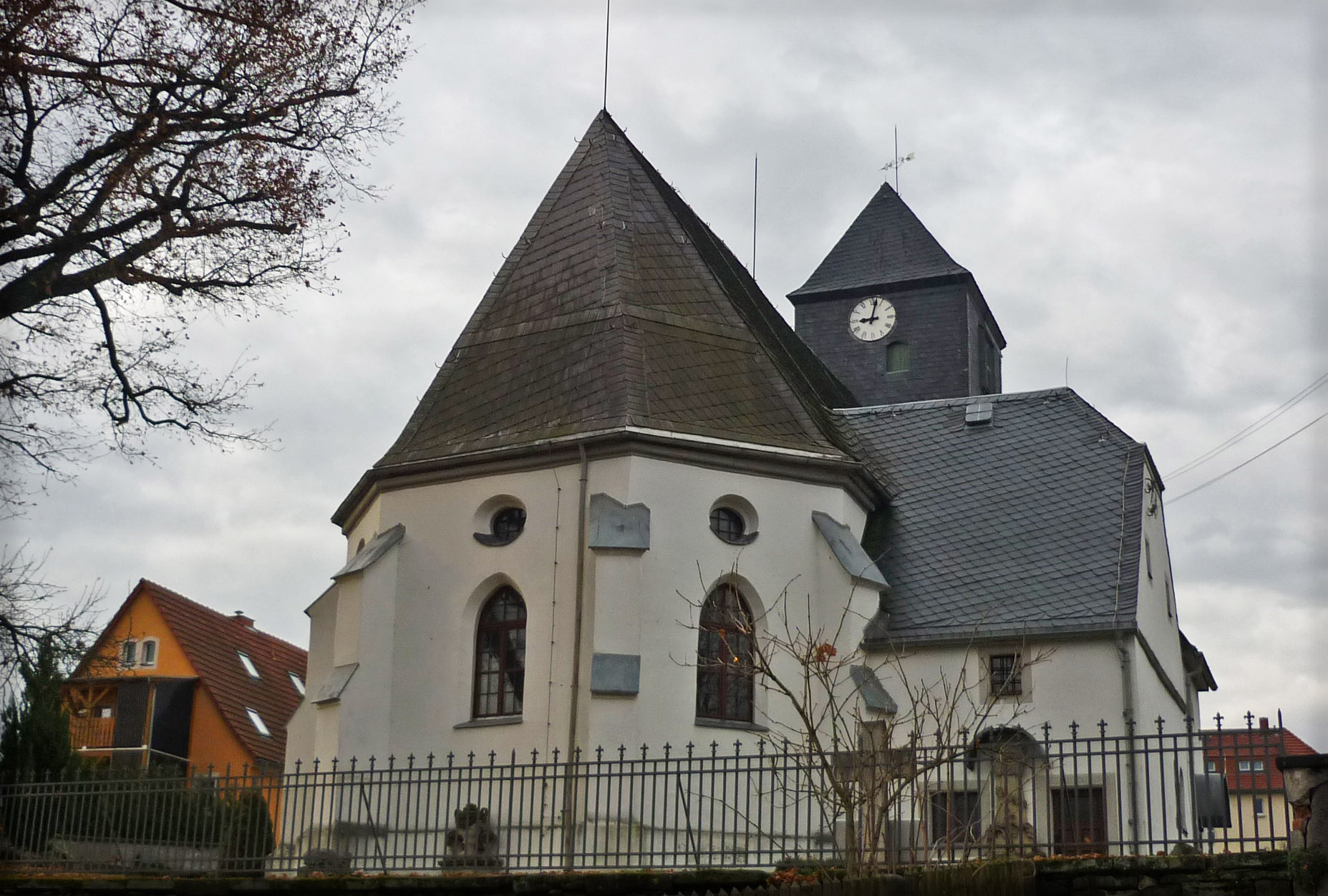
Ansicht von Nordost

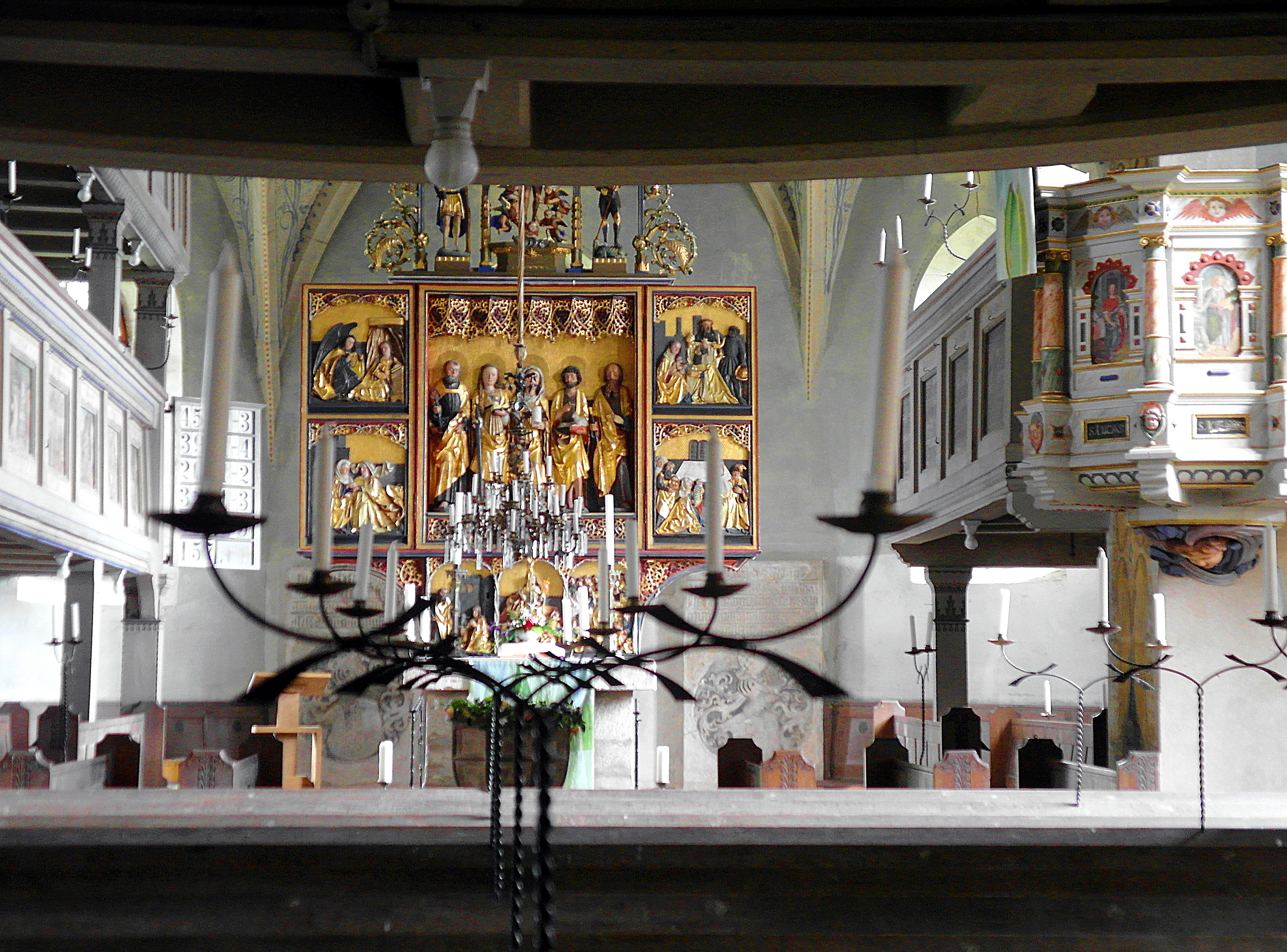
Innenansicht

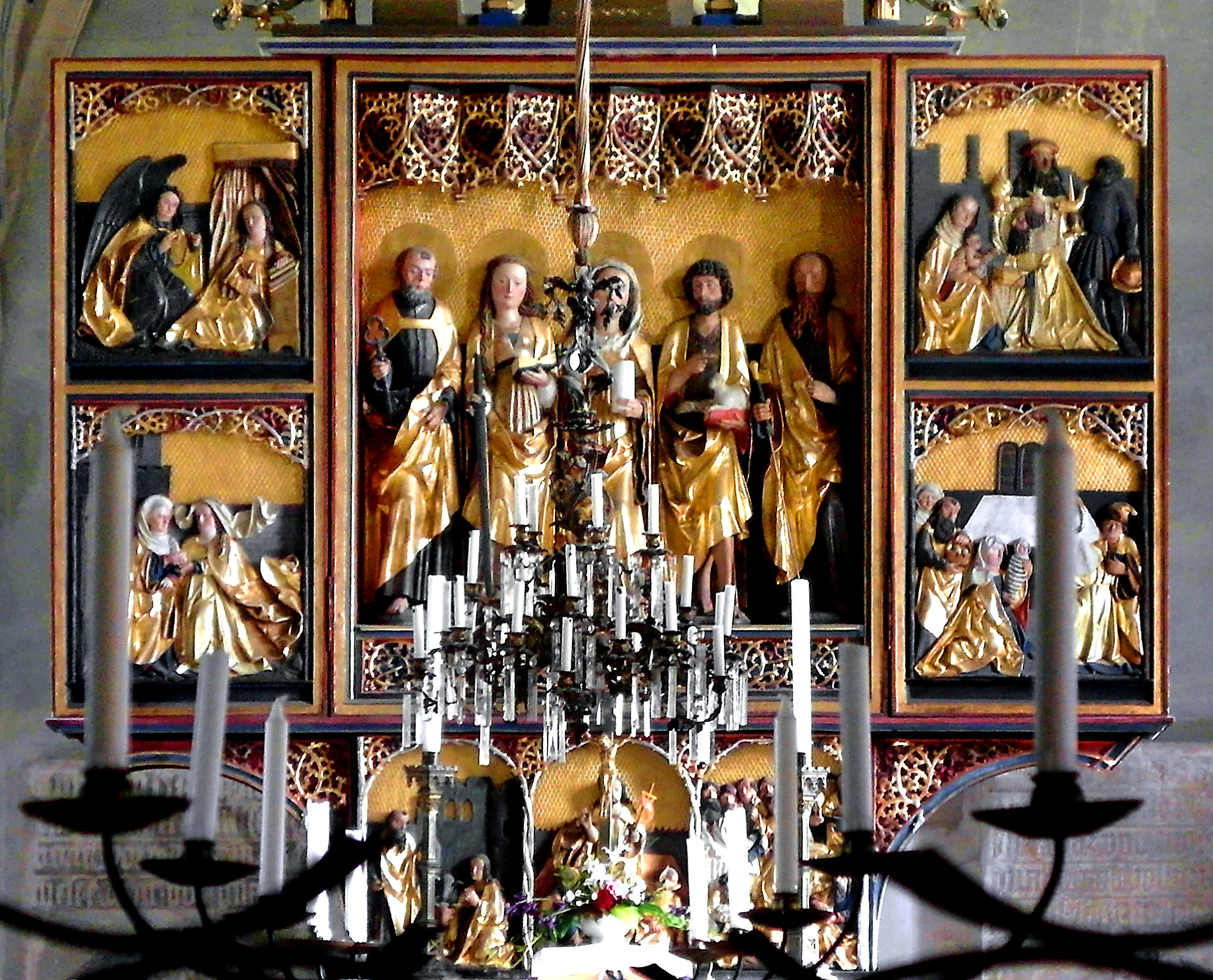
Altar

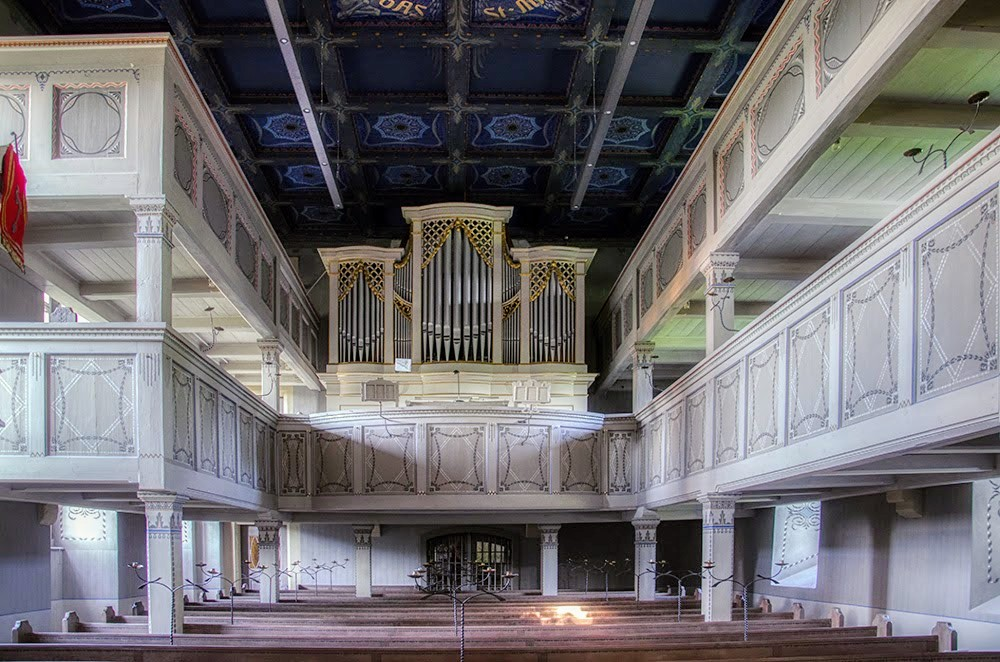
Orgel

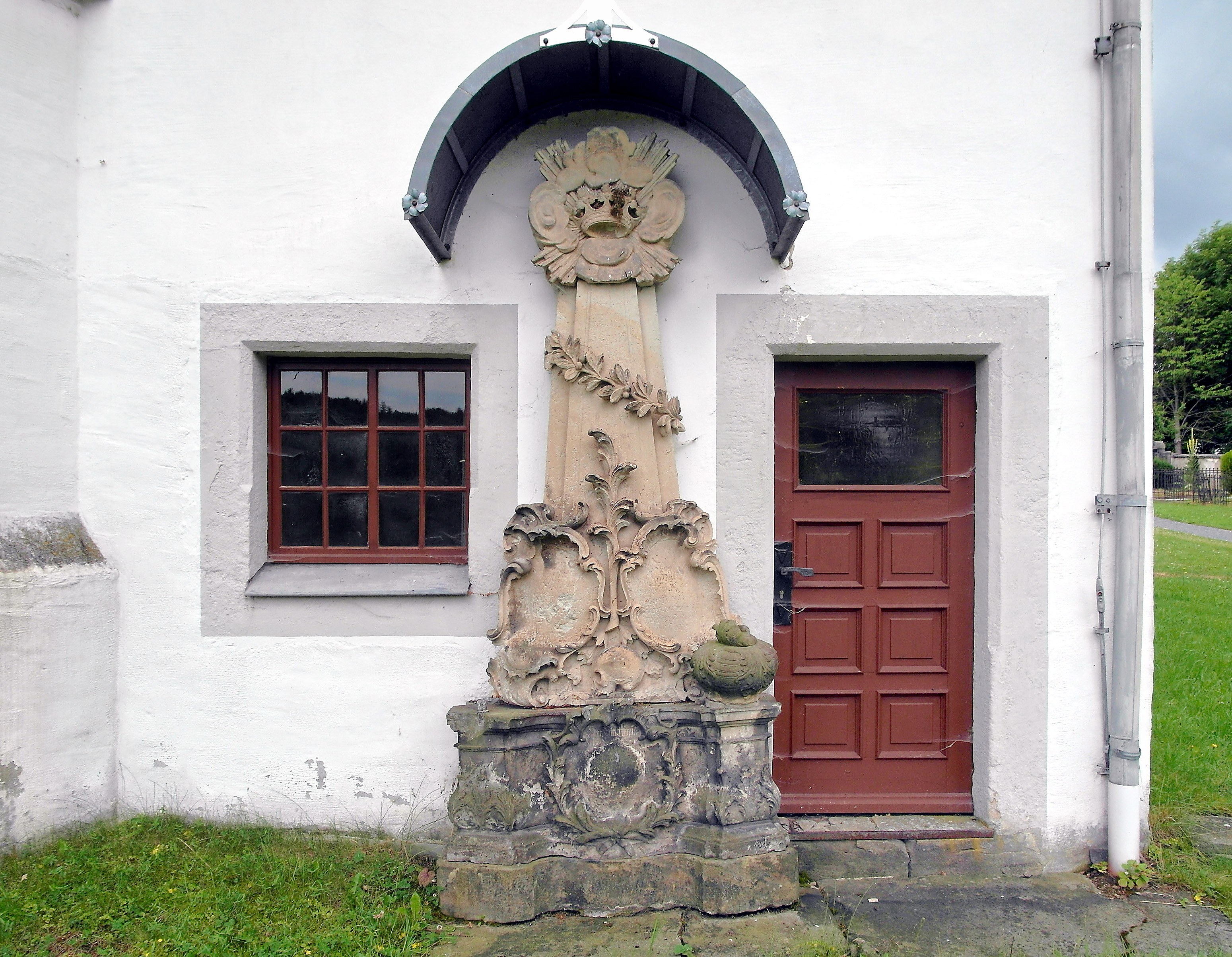
Epitaph an der Außenwand

Die evangelische Dorfkirche Höckendorf ist eine mittelalterliche Saalkirche im Ortsteil Höckendorf von Klingenberg im Landkreis Sächsische Schweiz-Osterzgebirge in Sachsen. Sie gehört zur Kirchengemeinde Höckendorf in dem Kirchenbezirk Freiberg der Evangelisch-Lutherischen Landeskirche Sachsens.

## Geschichte und Architektur
Die Saalkirche ist mit einem leicht eingezogenen Chor und Dreiachtelschluss aus verputztem Quadermauerwerk versehen. Der Saal mit Rundbogenfries stammt aus der Zeit um 1200, der Chor mit Strebepfeilern aus dem späten 15. Jahrhundert. Im 18. und 19. Jahrhundert wurden neue Fenster eingebaut und mehrere Anbauten hinzugefügt. Die Sakristei befindet sich auf der Nordseite des Chores, der Turm mit quadratischem Grundriss im Westen. Ein Dachreiter wurde 1845 abgebrochen. Restaurierungen wurden in den Jahren 1825, 1843, 1907 und 1957 vorgenommen.
Der Saal ist durch eine Holzkassettendecke, der Chor durch ein Kreuzrippengewölbe mit einfach gekehlten Rippen und einer reichen Pflanzenbemalung abgeschlossen, die Sakristei und die Turmhalle mit Kreuzgratgewölben. Das Innere ist durch die zweigeschossige Empore geprägt. An der Chornordseite ist die untere Empore mit sechs Bildern aus dem Neuen Testament bemalt, die übrigen Emporen mit einer schlichten Feldergliederung.

## Ausstattung
Das Hauptstück der Ausstattung ist ein Flügelaltar eines Freiberger Meisters aus der Zeit um 1515. In der dreigeteilten Predella und in den Seitenflügeln sind Szenen aus dem Marienleben dargestellt. Im Schrein sind Skulpturen von fünf Heiligen aufgestellt, in der Mitte Maria Magdalena, flankiert von Katharina und Petrus links und Johannes dem Täufer und Paulus rechts. Das Gesprenge wurde 1911 durch Friedrich Burghardt in den Formen des Jugendstils unter Verwendung originaler Holzfiguren neugestaltet, ähnlich wie in St. Nikolai (Dippoldiswalde). In der Mitte ist im Gesprenge die Levitation Maria Magdalenas  zu sehen, flankiert von dem heiligen Christophorus links und dem heiligen Georg rechts. Auf der Rückseite der beweglichen Flügel und auf den Standflügeln sind gemalte Szenen aus der Passion Christi sowie Schmerzensmann und Schmerzensmutter dargestellt.
Die bemalte hölzerne Kanzel stammt vom Ende des 16. Jahrhunderts, die Taufe aus Sandstein mit spätgotischen Ornamenten stammt vom Ende des 15. Jahrhunderts ähnlich wie in der St.-Wolfgang-Kirche Glashütte und der Kirche Seifersdorf wohl vom selben Steinmetz.
Zahlreiche, teils sehr gut erhaltene Grabsteine sind weiter zu nennen. Im Chor sind Wappengrabsteine des Caspar von Theler († 1515) und seiner Frau Margarethe von Bolberitz († 1497) zu finden; in der Sakristei bemalte Grabsteine des Ulrich von Theler († 1527) und seiner Frau Mechthildis aus der ersten Hälfte des 16. Jahrhunderts. In der südlichen Vorhalle befindet sich der Grabstein des Conrad von Theler († 1361), der zu Ende des 15. Jahrhunderts gesetzt wurde und den Verstorbenen betend und in voller Rüstung zeigt. In der Turmhalle finden sich zwei mit Kreuzen und Kreisen verzierte Sandsteinplatten vom Ende des 13. Jahrhunderts, an den Außenwänden weitere Grabsteine des 18. Jahrhunderts sowie an der Westseite ein Grabstein der Margarethe von Theler († 1578).

## Orgel
Die Orgel ist ein Werk von Johann Christian Kayser mit 20 Registern auf zwei Manualen und Pedal, das in veränderter Form erhalten ist. Sie wurde in den Jahren 1789–1793 an Stelle eines einmanualigen Instruments mit zwölf Registern von 1650 neu erbaut. Mehrere Veränderungen aus dem 19. Jahrhundert sind überliefert. 1881 wurden durch E. L. Lohse Änderungen an der Disposition vorgenommen. Im Jahr 1917 wurden die Prospektpfeifen für Kriegszwecke abgeliefert. Im Jahr 1939 wurde durch die Firma Barth und Boscher ein Umbau auf Röhrenpneumatik vorgenommen, so dass nur noch ein Teil des originalen Pfeifenwerks in veränderter Form und das Gehäuse erhalten sind. Die ursprüngliche Disposition lautet:
| I Hauptwerk CD–c3 |            |  |
| Principal         | 8′         |  |
| Rohrflöte         | 8′         |  |
| Qvintadena        | 8′         |  |
| Praestant         | 4′         |  |
| Spitzflöte        | 4′         |  |
| Qvinta            | 3′ (2 ⁄3′) |  |
| Octava            | 2′         |  |
| Cornet IV (ab c1) | 8′         |  |
| Mixtur IV         | 1 ⁄3′      |  |

| II Hinterwerk CD–c3 |       |          |
| Gedackt             | 8′    |          |
| Rohrflöte           | 4′    |          |
| Nassat              | 3′    |          |
| Octava              | 2′    |          |
| Tertia              | 2′    | (1 3⁄5′) |
| Qvinta              | 1 ⁄2′ |          |
| Flageolettgen       | 1′    |          |
| Mixtur III          | 1′    |          |

| Pedal CD–c1   |     |
| Sub-Bass      | 16′ |
| Octav-Bass    | 08′ |
| Posaunen-Bass | 16′ |

- Koppeln: II/I, I/P
- Nebenregister: Schwebung, Kalkantenklingel